# Ernest Bryll. Jasność Narodzenia
Ernest Bryll: Jasność Narodzenia – album z bożonarodzeniową poezją napisaną przez polskiego poetę Ernesta Brylla, do której muzykę skomponowali Mirosław Kowalik (również producent płyty), Andrzej Polak i Jan Trebunia-Tutka. Utwory są wykonywane przez samego Brylla oraz Krystynę Prońko, Anię Rusowicz, Annę Trebunię-Wyrostek, Jerzego Trelę, Andrzeja Polaka i Jana Trebunię-Tutkę z zespołem. Płytę wydała Edycja Świętego Pawła pod koniec listopada 2018. Nominacja do Fryderyka 2019 w kategorii «Album Roku Folk / Muzyka Świata».

## Lista utworów
Opracowano na podstawie materiału źródłowego.
1. „A kiedy stanę już pod ścianą” Jan Trebunia-Tutka
2. „A przed nocą” Anna Trebunia-Wyrostek
3. „Przez miasto ścisłe” Andrzej Polak
4. „W ciepłym wnętrzu kolędy” Ania Rusowicz
5. „Zaświeć gwiazdo, przyświeć z niebieskiego pola” Krystyna Prońko
6. „Kolęda z nieba wysokiego” Krystyna Prońko
7. „Zobaczył pyski wołów” Andrzej Polak
8. „A ma duszę nasz dom” Ernest Bryll, „Kolęda co przysnęła” Jerzy Trela
9. „Na onej górze” Andrzej Polak
10. „Boże Narodzenie” Andrzej Polak
11. „Lulaj, lulaj Boże Dziecię” Jan Trebunia-Tutka, Andrzej Polak, Ernest Bryll
12. „Wróbelkowie z Kantyczki” Anna Trebunia-Wyrostek
13. „Pieśń Anioła Archanioła” Jan Trebunia-Tutka
14. „Pastorałkowo” Jerzy Trela, „Modlitwa dla Małgosi” Ernest Bryll
15. „W krzyku Maryi” Jan Trebunia-Tutka
16. „Przytul je” Ernest Bryll